# Reprezentacja Polski U-20 w piłce nożnej mężczyzn
Reprezentacja Polski U-20 w piłce nożnej – zespół piłkarski do lat 20, reprezentujący Rzeczpospolitą Polską w meczach i sportowych imprezach międzynarodowych, jeden z dziesięciu młodzieżowych piłkarskich zespołów narodowych w kraju, powoływanym przez selekcjonera, w którym występować mogą wyłącznie zawodnicy posiadający obywatelstwo polskie i którzy w momencie przeprowadzania imprezy docelowej (finałów Mistrzostw Świata) rocznikowo nie przekroczyli 20. roku życia. Za jej funkcjonowanie odpowiedzialny jest Polski Związek Piłki Nożnej (PZPN). Trenerem reprezentacji jest Miłosz Stępiński.

## Występy reprezentacji na Mistrzostwach Świata
- 5 starty w finałach:
  - Japonia 1979 – 4. miejsce
  - Australia 1981 – 9. miejsce
  - Meksyk 1983 – 3. miejsce
  - Kanada 2007 – awans do 1/8 finału
  - Polska 2019 – państwo-gospodarz, awans do 1/8 finału
- Reprezentacja awansowała do finałów, które miały się odbyć w Chile w 1985, jednakże PZPN zdecydował się nie brać w nich udziału. Powodem było sprawowanie rządów w Chile przez juntę Augusto Pinocheta. Następnie przeniesiono organizację tych mistrzostw do ZSRR i ustały przyczyny ideologiczne odmowy uczestnictwa, jednakże PZPN zdecydował się nie wpłacić wadium wymaganego do dopuszczenia drużyny do startu[2].

## Historia i sukcesy
Jak do tej pory Reprezentacja Polski U-20 w piłce nożnej wystąpiła czterokrotnie na Mistrzostwach Świata w tej kategorii wiekowej. Po raz pierwszy drużyna juniorska awansowała do finałów w 1979, a w jej składzie wystąpiło kilku zawodników którzy odnieśli duże sukcesy w seniorskiej piłce nożnej, tacy jak: Andrzej Buncol czy bramkarz Jacek Kazimierski. Drużyna zajęła w tamtych finałach czwarte a rywalizowała między innymi z drużyną Argentyny (mistrz MŚ U-20 1979), w składzie której występował Diego Maradona.
Dwa lata później reprezentacja ponownie zakwalifikowała się do finałów Mistrzostw Świata, tym razem rozgrywanych w Australii. W 1981 piłkarze przegrali dwa mecze i wygrali tylko jeden, przez co nie pokonali fazy grupowej i zajęli ostatecznie trzecie miejsce w grupie. W składzie tamtej reprezentacji występowali tacy zawodnicy jak: Dariusz Dziekanowski, Jan Urban, Ryszard Tarasiewicz, Dariusz Wdowczyk oraz Józef Wandzik.
Z powodu wieku, tylko Józef Wandzik, mógł uczestniczyć także w kolejnych finałach MŚ U-20 które odbyły się w 1983 w Meksyku. Oprócz niego oraz innych zawodników w składzie reprezentacji występował kolejny znany później piłkarz Marek Leśniak. Jako rezerwowy bramkarz w imprezie uczestniczył także kolejny późniejszy reprezentant seniorskiej reprezentacji Polski Jarosław Bako. Finały zakończył się największym, jak do tej pory, sukcesem reprezentacji w tej kategorii wiekowej, która zajęła trzecie miejsce. Kolejny raz reprezentacja zakwalifikowała się do finałów po 24 latach nieobecności w 2007.
Obecna kadra rywalizuje w Turnieju Czterech Narodów, który rozgrywany jest w niemieckim Offenburgu. W ramach turnieju kadra rozgrywa spotkania z reprezentacjami Niemiec, Włoch i Szwajcarii. W pierwszym spotkaniu tego turnieju, rozegranym 31 sierpnia 2011 r., Polska poniosła porażkę z drużyną Niemiec 2:4.

## Mistrzostwa Świata U-20 w Piłce Nożnej w 2007 roku

### Historia kadry U-20 na MŚ U-20 2007
Kadrę U-20 tworzyli piłkarze z rocznika 1987 i opcjonalnie młodszych (do 1990 włącznie), dla których imprezą docelową były finały Mistrzostw Świata U-20 Kanada 2007. Od 1 stycznia 2003 grupą zawodników tworzących aktualnie kadrę U-20 kierował Michał Globisz, który przejął ją jako ówczesną kadrę U-16. Jej cechą charakterystyczną od samego początku była spora rotacja personalna, bowiem w ciągu 4 lat (2003–2007) przewinęło się przez nią ponad 300 piłkarzy. Swój inauguracyjny oficjalny mecz międzypaństwowy rozegrała ona 1 marca 2003 – podczas towarzyskiego turnieju w Oostdhinkeake – ulegając Belgii 5:2 (2:2), a premierowego gola uzyskał dla niej Krzysztof Strugarek w 27 minucie. Pierwsze zwycięstwo odniosła natomiast 3 marca 2003 w Veurne pokonując Serbię i Czarnogórę 2:1 (1:1). Pod koniec marca 2004, jako U-17 przegrała – rozgrywane na Górnym Śląsku – eliminacje Mistrzostw Europy do lat 17, po porażkach 3:4 z Serbią i Czarnogórą, 1:2 z Turcją i 0:3 z Włochami. W 2006 – jako kadra U-19 – brała udział w finałach Mistrzostw Europy U-19 Polska 2006 (wcześniej nie musiała występować w eliminacjach), zajmując 3 miejsce w swojej grupie i nie uzyskując tym samym awansu do półfinałów tego turnieju. Jednakże zajęcie 6 miejsca w tym turnieju dało jej awans do kanadyjskich finałów Mistrzostw Świata U-20 w 2007. Podczas nich biało-czerwoni znaleźli się w tzw. „grupie śmierci”, mając za rywali Brazylię, USA i Koreę Południową.

### Kadra zawodnicza powołana na MŚ 2007
Lista zawodników powołanych na finały MŚ U-20 Kanada 2007 w Kanadzie.
Zawodnicy uszeregowani według numerów, przynależność klubowa – stan na dzień rozpoczęcia mistrzostw.
| Nr | Imię i nazwisko     | Poz.      | Klub                       |
| -- | ------------------- | --------- | -------------------------- |
| 1  | Bartosz Białkowski  | bramkarz  | Southampton F.C.           |
| 2  | Ben Starosta        | obrońca   | Sheffield United F.C.      |
| 3  | Jarosław Fojut      | obrońca   | Bolton Wanderers           |
| 4  | Krzysztof Król      | obrońca   | Real Madryt Castilla       |
| 5  | Krzysztof Strugarek | obrońca   | Wisła Płock                |
| 6  | Adam Danch          | pomocnik  | Górnik Zabrze              |
| 7  | Adrian Marek        | obrońca   | Zagłębie Sosnowiec         |
| 8  | Artur Marciniak     | pomocnik  | Lech Poznań                |
| 9  | Patryk Małecki      | napastnik | Wisła Kraków               |
| 10 | Łukasz Janoszka     | napastnik | Ruch Chorzów               |
| 11 | Dawid Janczyk       | napastnik | CSKA Moskwa                |
| 12 | Przemysław Tytoń    | bramkarz  | Roda JC Kerkrade           |
| 13 | Damian Rączka       | obrońca   | FC Schalke 04              |
| 14 | Jakub Szałek        | obrońca   | KP Police                  |
| 15 | Maciej Dąbrowski    | obrońca   | Victoria Koronowo          |
| 16 | Grzegorz Krychowiak | pomocnik  | FC Girondins de Bordeaux   |
| 17 | Jakub Feter         | pomocnik  | UKS SMS Bałucz             |
| 18 | Mariusz Sacha       | pomocnik  | Podbeskidzie Bielsko-Biała |
| 19 | Paweł Adamiec       | napastnik | GKS Bełchatów              |
| 20 | Tomasz Cywka        | pomocnik  | Wigan Athletic F.C.        |
| 21 | Wojciech Szczęsny   | bramkarz  | Arsenal F.C.               |

Trener: Michał Globisz

### Kadra zawodnicza powołana na MŚ 2019
Polska była gospodarzem Mistrzostwa Świata U-20 w piłce nożnej w 2019. Polska automatycznie zakwalifikowała się do 22 edycji jako gospodarz. Selekcjoner Jacek Magiera w dniu 13 maja 2019 r. ogłosił 21-osobową kadrę na turniej. Zawodnicy uszeregowani według pozycji, przynależność klubowa – stan na dzień rozpoczęcia mistrzostw.
| Numer      | Imię i nazwisko       | Data urodzenia         | Miejsce urodzenia   | Klub                         |
| Bramkarze  | Bramkarze             | Bramkarze              | Bramkarze           | Bramkarze                    |
| ---------- | --------------------- | ---------------------- | ------------------- | ---------------------------- |
| 1          | Radosław Majecki      | 16 listopada 1999(dts) | Starachowice        | Legia Warszawa               |
| 12         | Miłosz Mleczko        | 1 marca 1999(dts)      | Gorlice             | Puszcza Niepołomice          |
| 21         | Karol Niemczycki      | 5 lipca 1999(dts)      | Kraków              | NAC Breda                    |
| Obrońcy    |                       |                        |                     |                              |
| 2          | Maik Nawrocki         | 7 lutego 2001(dts)     | Brema               | Werder Brema                 |
| 4          | Adrian Gryszkiewicz   | 13 grudnia 1999(dts)   | Bytom               | Górnik Zabrze                |
| 5          | Serafin Szota         | 4 marca 1999(dts)      | Namysłów            | Odra Opole                   |
| 6          | Sebastian Walukiewicz | 5 kwietnia 2000(dts)   | Gorzów Wielkopolski | Pogoń Szczecin               |
| 11         | Jakub Bednarczyk      | 2 stycznia 1999(dts)   | Tarnowskie Góry     | FC St. Pauli                 |
| 15         | Jan Sobociński        | 20 marca 1999(dts)     | Łódź                | Łódzki Klub Sportowy         |
| Pomocnicy  |                       |                        |                     |                              |
| 3          | Tymoteusz Puchacz     | 23 stycznia 1999(dts)  | Sulechów            | GKS Katowice                 |
| 7          | Tomasz Makowski       | 19 lipca 1999(dts)     | Zgierz              | Lechia Gdańsk                |
| 8          | Mateusz Bogusz        | 22 sierpnia 2001(dts)  | Ruda Śląska         | Leeds United F.C.            |
| 10         | David Kopacz          | 29 maja 1999(dts)      | Iserlohn            | VfB Stuttgart                |
| 13         | Michał Skóraś         | 15 lutego 2000(dts)    | Jastrzębie-Zdrój    | Bruk-Bet Termalica Nieciecza |
| 14         | Nicola Zalewski       | 23 stycznia 2002(dts)  | Tivoli              | AS Roma                      |
| 16         | Bartosz Slisz         | 29 marca 1999(dts)     | Rybnik              | Zagłębie Lubin               |
| 18         | Adrian Stanilewicz    | 22 lutego 2000(dts)    | Solingen            | Bayer Leverkusen             |
| 19         | Adrian Łyszczarz      | 22 sierpnia 1999(dts)  | Oleśnica            | GKS Katowice                 |
| 20         | Marcel Zylla          | 14 stycznia 2000(dts)  | Monachium           | Bayern Monachium             |
| Napastnicy |                       |                        |                     |                              |
| 9          | Dominik Steczyk       | 4 maja 1999(dts)       | Katowice            | 1. FC Nürnberg               |
| 17         | Adrian Benedyczak     | 24 listopada 2000(dts) | Kamień Pomorski     | Pogoń Szczecin               |

Trener: Jacek Magiera